# Daptolestes nicholsoni
Daptolestes nicholsoni är en tvåvingeart som först beskrevs av Hull 1962.  Daptolestes nicholsoni ingår i släktet Daptolestes och familjen rovflugor. Inga underarter finns listade i Catalogue of Life.